# 보령북로
보령북로(Boryeongbuk-ro)는 충청남도 보령시 대천동 동대사거리에서 보령시 대천동 관창교차로를 잇는 충청남도의 도로이다. 

## 주요 경유지
충청남도
- 보령시 (대천동)

## 노선
| 이름          | 접속 노선              | 소재지        | 소재지        | 비고          |
| 한내로와 직결 | 한내로와 직결          | 한내로와 직결 | 한내로와 직결 | 한내로와 직결 |
| ------------- | ---------------------- | ------------- | ------------- | ------------- |
| 동대사거리    | 국도 제36호선 (대청로) | 보령시        | 대천동        |               |
| 한내대교      |                        | 보령시        | 대천동        |               |
| 신평사거리    | 대천로                 | 보령시        | 대천동        |               |
| 파레스삼거리  | 번영로                 | 보령시        | 대천동        |               |
| 관촌 교차로   | 중앙로                 | 보령시        | 대천동        |               |
| 신내사거리    |                        | 보령시        | 대천동        |               |
| 주포교        |                        | 보령시        | 대천동        |               |
| 점촌사거리    | 관창공단길             | 보령시        | 대천동        |               |
| 관창사거리    | 관창공단길             | 보령시        | 대천동        |               |
| 관창 교차로   | 국도 제21호선 (충서로) | 보령시        | 대천동        |               |

## 주요 시설및 건물
- LG전자 베스트샵 보령점 (보령북로 8/동대동 1228)
- GS25 보령동대사거리점 (보령북로 8/동대동 1228)
- 전자랜드 파워센터 보령점 (보령북로 14/동대동 1220)
- 롯데하이마트 보령점 (보령북로 16/동대동 1214)
- 삼성디지털플라자 보령점 (보령북로 22/동대동 1212)
- 이마트24 보렁대천시티점 (보령북로 51/대천동 618-25)
- 투썸플레이스 보령중앙점 (보령북로 95/대천동 153-9)
- 한국중부발전 본사 (보령북로 160/대천동 460-137)
- 충청남도보령교육지원청 (보령북로 169/대천동 387-15)
- 세븐일레븐 보령서오점 (보령북로 230/대천동 514-25)
- SK에너지 광신2주유소 (보령북로 250/대천동 529-2)
- 현대자동차 보령제일대리점 (보령북로 291/신대리 1008-3)